# Мики (посёлок)
Мики (яп. 三木町 Мики-тё:) — посёлок в Японии, находящийся в уезде Кита префектуры Кагава. Площадь посёлка составляет 75,78 км², население — 28 090 человек (1 августа 2014), плотность населения — 370,68 чел./км².

## Географическое положение
Посёлок расположен на острове Сикоку в префектуре Кагава региона Сикоку. С ним граничат города Такамацу, Сануки, Мима.

## Население
Население посёлка составляет 28 090 человек (1 августа 2014), а плотность — 370,68 чел./км². Изменение численности населения с 1980 по 2005 годы:
| 1980 | 24 989 чел. |  |
| 1985 | 26 021 чел. |  |
| 1990 | 26 966 чел. |  |
| 1995 | 27 766 чел. |  |
| 2000 | 28 769 чел. |  |
| 2005 | 28 790 чел. |  |

## Символика
Деревом посёлка считается Ilex rotunda, цветком — пион молочноцветковый.